# Gonodonta meridionalis
Gonodonta meridionalis är en fjärilsart som beskrevs av Todd 1959. Gonodonta meridionalis ingår i släktet Gonodonta och familjen nattflyn. Inga underarter finns listade i Catalogue of Life.